# Église de Victoria
L'église de Victoria (arabe : كنيسة فيكتوريا) est une ancienne église d'époque romaine située au sein du site archéologique de Dougga en Tunisie. Elle représente l'unique monument chrétien qui y a été découvert jusqu'à présent. 

## Localisation

Plan du site archéologique de Dougga : l'église de Victoria est au nord-est, en limite de la cité.

Le monument est situé dans la partie nord-est du site archéologique, en dessous du temple de Saturne. 
Le petit hypogée est situé à proximité.

## Histoire
Elle a été construite par la communauté chrétienne entre la fin du IVe siècle et le début du Ve siècle, sur l'emplacement d'un cimetière païen.
L'édifice fait l'objet de fouilles entre 1908 et 1961 par Charles Emonts, Raymond Lantier et Louis Poinssot.
Elle est classée comme monument historique le 13 mars 1912.